# Константин (Зайцев)
Архимандри́т Константи́н (в миру Кири́лл Ио́сифович За́йцев; 28 марта 1887, Санкт-Петербург — 26 ноября 1975, Джорданвилл, штат Нью-Йорк, США) — священнослужитель Русской православной церкви заграницей, клирик Свято-Троицкого монастыря в Джорданвилле, профессор Свято-Троицкой духовной семинарии (с 1950 года), редактор журнала «Православная Русь» (с 1949 года).
Получил известность как публицист, писатель и богослов. Под влиянием его публицистических и редакторских трудов в значительной степени складывалась идеология Русской православной церкви заграницей в послевоенный период.

## Биография
Родился 28 марта 1887 года в Санкт-Петербурге. Его отец, Иосиф Зайцев, был крещёным евреем. Согласно словам архимандрита Константина, он «принадлежал к семье строго-консервативной <…> „Кадеты“ уже были в глазах моего отца выразителями убеждений превратных».
Окончив гимназию, в связи с революционными событиями 1905 года, учился в Гейдельбергском университете, посещал семинар профессора Георга Еллинека, проявил интерес к государственному праву. После возобновления занятий в Петербургском университете юноша вернулся в Россию.
В 1912 году окончил экономическое отделение Санкт-Петербургского политехнического института.
Оставшись для подготовки к научному званию по кафедре государственного права, занялся изучением крестьянской реформы 1861 года. Так как в политехническом институте было нельзя защитить диссертацию по государственному праву, экстерном окончил юридический факультет Санкт-Петербургского университета. Был оставлен при университете по кафедре административного права, в течение двух семестров стажировался в Гейдельбергского университета.

### Чиновник, преподаватель и журналист
Служил в 3-й экспедиции (ведавшую делами земских и городских самоуправлений) первого департамента Правительствующего Сената. Затем служил в ведомстве земледелия и землеустройства, был делопроизводителем, помощником управляющего делами Особого совещания по продовольствию.
После октябрьского переворота 1917 года отправившись в Москву, а затем — на Юг России, принял участие в Белом движении.
В 1920 году эмигрировал с армией Врангеля из Крыма в Константинополь. Позже переехал в Прагу, где был приват-доцентом административного права Русского юридического факультета, читал курс административного права. Подготовил книгу, посвящённую дореформенному земельному строю в России, готовился к магистерским экзаменам.
По приглашению П. Б. Струве (своего профессора в Санкт-Петербургском политехническом институте, позднее работавшего вместе с Зайцевым в Петрограде и Крыму) уехал в Париж, где участвовал в выпуске газеты «Возрождение». После ухода из этой газеты они сотрудничали в новом издании — «Россия и славянство». Струве его основал, а Зайцев в 1928—1933 годы — редактировал. Также участвовал в издании журнала «Вера и жизнь». Находился в юрисдикции Русской православной церкви за рубежом, прихожанин Знаменской церкви в Париже.
В 1930 году в Париже женился на певице и писательнице Софье Артемьевне Авановой (1899—1945).
В 1935 году был приглашён преподавать на юридический факультет Харбинского университета, который тогда покинули профессора, имевшие советское гражданство. В 1935—1936 годах — ректор Харбинского педагогического института.
В 1936—1938 годы — профессор политэкономии юридического факультета Харбинского университета, опубликовал в местной периодике отдельные части своей работы о земельном строе, написанной в Праге. В этот период, по собственным воспоминаниям, «впервые приблизился к Церкви», был профессором Харбинского Свято-Владимировского богословского института. Сотрудничал с японским дипломатическим ведомством в качестве аналитика, однако за протест против принуждения японскими властями православных эмигрантов к поклонению богине Аматерасу выслан в Русскую духовную миссию в Китае — «Бэй-Гуань».

### Священнослужитель
В 1944 году епископом Иоанном (Максимовичем) рукоположён в сан диакона, а 28 августа 1945 года — в сан иерея. Служил в Шанхае, затем архиепископом Иоанном назначен настоятелем Софийского храма в Циндао. В последний период жизни в Китае издал пять книг.
Успехи коммунистических войск Мао Цзэдуна заставили его уехать в Сан-Франциско, куда он прибыл 27 мая 1949. Первоначально жил в Сан-Франциско среди духовных чад — насельниц Богородице-Владимирской женской обители.
В начале августа 1949 года переехал в Свято-Троицкий монастырь в Джорданвилле, где читал курсы догматического богословия, истории русской словесности и пастырского богословия в Духовной семинарии.
31 декабря 1949 года в Свято-Троицком монастыре в Джорданвилле был пострижен в монашество с именем Константин в честь Константина Философа, учителя Словенского
В 1949—1975 — редактор журнала «Православная Русь», также редактировал ежемесячное приложение к журналу «Православная жизнь», его англоязычный вариант The Orthodox Life и ежегодник «Православный путь».
С 1950 года был профессором духовной семинарии Русской православной церкви за рубежом.
21 ноября 1954 года возведён в сан архимандрита. Состоял в переписке с И. А. Ильиным.

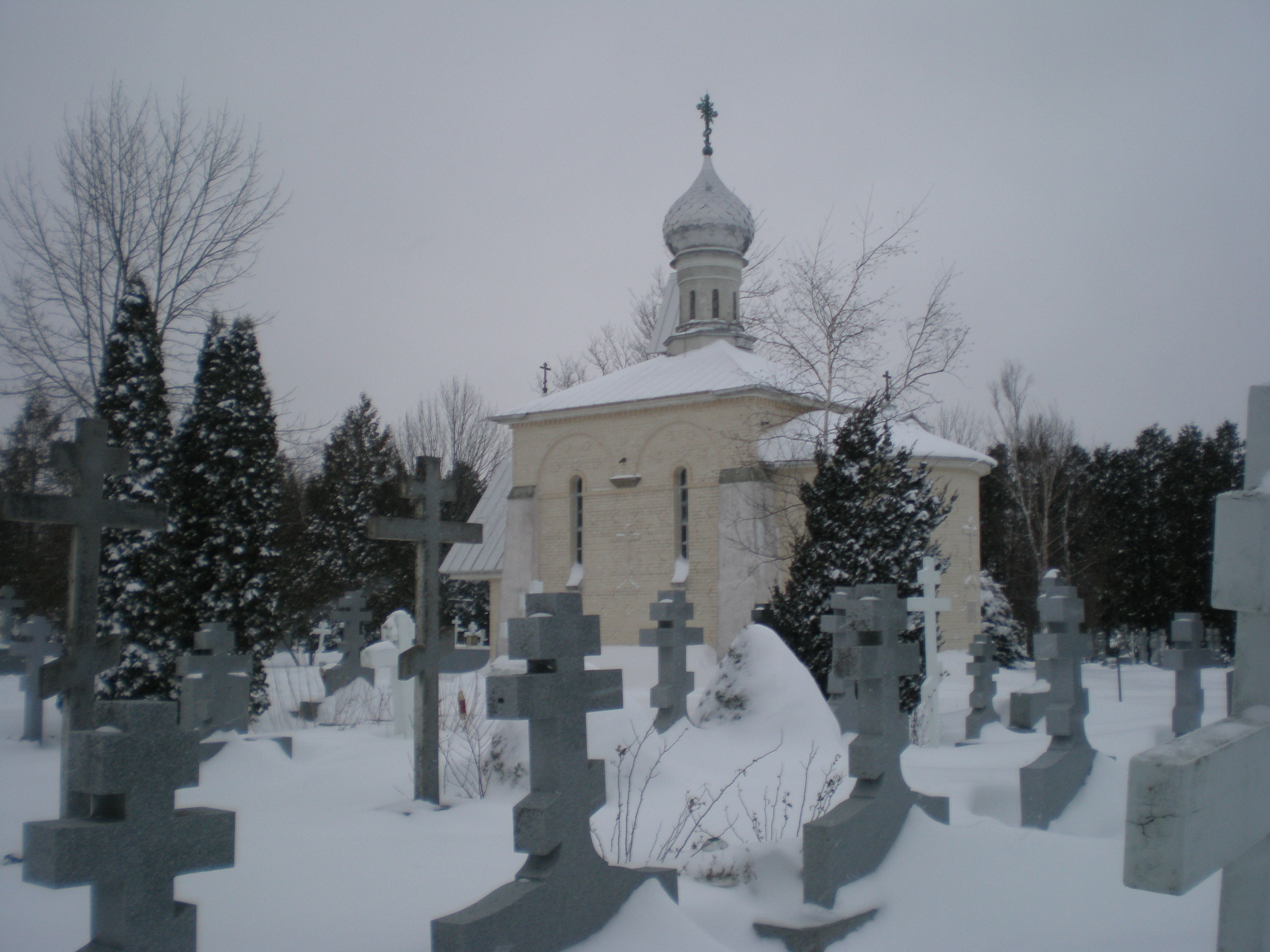
Кладбище Свято-Троицкого монастыря

Скончался 26 ноября 1975 года и похоронен на кладбище Свято-Троицкого монастыря в Джорданвилле.

## Богослов и публицист
Автор трудов по богословию, русской истории и истории культуры, православный идеолог, придерживался крайне консервативных взглядов. Был решительным противником Московской Патриархии (в 2000 в сборнике трудов архимандрита Константина «Чудо русской истории», изданном в России, наиболее резкие пассажи в её отношении были изъяты). В то же время осуждал и западный «свободный мир», считая, что его «свободно идущим навстречу антихристу».
Был одним из идеологов нового курса в РПЦЗ, который возобладал при митрополите Филарете (Вознесенском), при котором фактически произошёл разрыв со многими поместными православными церквами, которые он обвинял в апостасии. По воспоминаниям митрополита Каллиста (Уэра): «Я впервые столкнулся с таким отношением, когда я приехал в Джорданвилль в 1960 году <…> и был очень радушно принят. Но затем о. Константин (Зайцев) обнаружил, что я принадлежу к Греческой Церкви, и был крайне этим недоволен. Он сказал мне: „Да, мы находимся в евхаристическом общении с Вселенским Патриархатом, но это не будет продолжаться долго“. Это был первый случай, когда я столкнулся с подобным отношением в РПЦЗ. Я пришёл к нему на исповедь, он дал мне разрешение и благословил причаститься. Но при этом он сказал: „Будет лучше, если ты будешь причащаться только в русских храмах“ — под „русским храмами“ он подразумевал Зарубежную Церковь».
Активный сторонник канонизации Иоанна Кронштадтского и Николая II, считая, что «в нашем христианском сознании св. прав. о. Иоанн и Царь Мученик как бы сливаются воедино, как Путевожди наши, сливая воедино для нас дело нашего личного спасения и дело служения России, как Православному Царству».

## Характеристики личности и деятельности
Архимандрит Нектарий (Чернобыль), сотрудник архимандрита Константина, вспоминал:

По характеру о. Константин был сдержан, молчалив, всегда углублён в себя, любил одиночество. Каждый день совершал одинокие прогулки по монастырским дорожкам. В храме служил также сосредоточенно и часто говорил проповеди. Все относились к нему с большим уважением. У него было немало духовных детей и среди иноков, и среди мирян, более же всего любили исповедоваться ему семинаристы. Вся келлия его было завалена письмами от читателей из разных стран русского зарубежья, и он едва успевал отвечать на эти письма.

Его духовный сын протопресвитер Валерий Лукьянов писал, что

Будучи глубочайшим и тонким мыслителем, наделённым истинной культурностью, знанием языков и недюжинным умом, о. Константин обладал способностью проникать вглубь вещей и событий вывести логическое и жизненное заключение в духе святого Евангелия и св. отцов Церкви. Это был совершенно самостоятельный, истинный и выдающийся учёный монах. Его писания не были отрывочными или разбросанными, а, напротив, были целостные, целеустремлённые и оригинальные.

Протопресвитер Александр Шмеман в своих дневниках так характеризовал деятельность архимандрита Константина:

Типичным «интеллигентом» в обличии фанатического, максималистического «церковника» был, конечно, о. Константин Зайцев: он ни одной строчки со времени своего обращения не написал без надрыва… В Церкви «интеллигент» моментально начинает «суетиться» — он чего-то от неё ждет, к чему-то её призывает, кого-то от имени её обличает и, главное, всё время что-то объясняет. У него из веры обязательно вырастает «программа». Страшная судьба.

По воспоминаниям митрополита Илариона (Капрала):

На втором курсе семинарии мы начали проходить уроки по Русской Словесности. Преподавал нам тогда известный церковный публицист и писатель, редактор «Православной Руси», архимандрит Константин (Зайцев). Он же был автором семинарского учебника по этому предмету. Язык учебника, как нам казалось, был очень сложный и неудобочитаемый с весьма туманным содержанием. Мы все мучались и потели при чтении и изучении этой книги. А отец Константин требовал точные ответы, и «по существу» — «Укажите суть, суть!» — он повторял. В конце 60-х годов о. Константин уже был в преклонных годах. Он был моим духовником, так как говорил по-английски и мог принимать мои исповеди. Большинство семинаристов исповедовалось у иконописца-архимандрита Киприана. Отец Киприан тоже был
строгим духовником, но любил и понимал молодежь.

## Труды
- К вопросу о платежных книгах и платежницах. — Санкт-Петербург : Санкт-Петербургский политехнический институт, 1909. — 16 с.; 24. — (Труды студентов Экономического отд. Санкт-Петербургского политехнического института; № 3).
- Очерки истории самоуправления государственных крестьян. — Санкт-Петербург : Санкт-Петербургский политехнический институт имп. Петра Великого, 1912. — [6], 204 с.; 25. — (Труды студентов Экономического отдела Санкт-Петербургского политехнического института императора Петра Великого; № 6).
- Дороговизна мяса: Политика городов Зап. Европы по борьбе с дороговизной мяса. — Петроград : Гор. тип., 1914. — 164 с.; 24.
- Современное положение таксировки предметов продовольствия в России и меры к её упорядочению / Упр. делами Особого совещ. для обсуждения и об-ния мероприятий по прод. делу. — Петроград : Екатерин. тип., 1915. — 154 с.; 29.
- Лекции по административному праву. Прага, 1923.
- Das Recht Sowjet Russlands. — Tubingen, 1925.
- Food Supplies During the World War. — New Haven, 1933.
- И. А. Бунин. Белград, 1934.
- Профессор-крестоносец. Заветные мысли Д. В. Болдырева. Харбин, 1936.
- Крестьянская реформа 1861 года. Харбин, 1936.
- Основы этики. Т. I. Харбин, 1937; Т. II Харбин, 1938.
- Шедевры русской литературной критики. Харбин, 1938.
- Св. Серафим Саровский и пути России. Ладомирова, 1939.
- Материалы к изучению Святой Руси. Ладомирова, 1940.
- Православная Церковь в советской России. Шанхай, 1947.
- Памяти последнего Царя. Шанхай, 1948.
- К познанию Православия. Ч.I, Шанхай, 1948.
- Церковь Бога Живаго. Столп и Утверждение Истины. Шанхай, 1948.
- «Оглашенные изыдите …». Пастырская беседа. Шанхай, 1948, 48с.
- Киевская Русь. Шанхай, 1949.
- Памяти последнего Патриарха. Джорданвилль, 1949.
- Православный человек. Мюнхен, 1950.
- Духовный облик протоиерея Иоанна Кронштадтского. — Jordanville : Holy Trinity monastery, 1952. — 48 с. : портр.; 24 см.
- Черты личности митрополита Филарета. Джорданвилль, 1958.
- «Отступление» (апостасия) в свете современности : Доклад архим. Константина на XIII Епархиальном собрании, 2/15 — 4/17 мая 1960 г. — Jordanville (N.Y.) : Holy Trinity Russ. orthodox monastery, 1960. — 16 с.;
- Пастырское богословие : Курс лекций, читанный в Свято-Троицкой духовной семинарии. — Jordanville (N. Y.) : Holy Trinity monastery: Часть 1. 1960. Часть 2. 1961
  - Пастырское богословие: Курс лекций читанный в Свято-Троицкой духовной семинарии. — М. : Свет Православия, 2002. — 364 стр.
- Историческая Россия. — Jordanville (N. Y.) : Holy Trinity monastery, 1962 (Тип. преп. Iова Почаевского). — 38 с.; 24 см.
- Памяти последнего царя. — Jordanville (N.Y.) : Holy Trinity monastery, 1963. — 39 с.;
  - Памяти последнего царя. — Jordanville : Holy Trinity monastery, 1968. — 39 с.; 24 см.
- Духовный лик отца Иоанна Кронштадтского. Джорданвилль, 1964 (Английский перевод).
- Лекции по истории русской словесности. Т. I Джорданвилль, 1967; Т. II 1968.
- Чудо русской истории: сборник статей, раскрывающих промыслительное значение исторической России, опубликованных в зарубежной России за последнее двадцатилетие. — Jordanville : Holly Trinity monastery, 1970. — 315, [1] с. 23 см.
- Время святителя Тихона. Москва, 1996.
- Чудо русской истории. — М. : Форум, 2000. — 863 с.; 22 см.
- Вернуться в Россию: избранные статьи, 1923—1968; [сост., авторская вступительная статья и коммент. В. Л. Телицын]. — Москва : Собрание, 2010. — 454, [1] с. : портр.; 22 см; ISBN 978-5-9606-0086-6
- Подвиг Православной Русскости. Традиция, 2020. — 584 с.